# Chamaeleorchis
Chamaeleorchis là một chi thực vật có hoa trong họ Lan.